# Lijst van koningen van de Vandalen
Lijst van koningen van de Vandalen
- Wisimar, (? - 335)
- Godigisel, (400-406),

## Koningen van de Vandalen en de Alanen
- Gunderic, 406-428, van 426 ook koning van de Alanen
- Geiserik, 428-477, stichter van het Vandaalse rijk
- Hunerik, 477-484
- Gunthamund, 484-496
- Thrasamund, 496-523
- Hilderik, 523-530
- Gelimer, 530-534

In 534 werd het Vandaalse rijk door het Oost-Romeinse rijk veroverd.